# The Lesson (2023)
The Lesson ist ein Thriller von Alice Troughton. Der Film mit Daryl McCormack als angehender Schriftsteller und Richard E. Grant als literarischer Gigant in den Hauptrollen feierte im Juni 2023 beim Tribeca Film Festival seine Premiere und kam im Oktober 2023 in die deutschen Kinos.

## Handlung
Der angehende Schriftsteller Liam Sommers wird engagiert, dem Sohn des legendären Schriftsteller JM Sinclair Nachhilfe zu geben, damit er die Aufnahmeprüfung an einer Eliteuniversität besteht. Sein Vater ist skeptisch, ob Bertie das Zeug dazu hat. Sinclairs älterer Sohn Felix ertrank vor wenigen Jahren in dem See auf ihrem Grundstück. Der erfolgreiche Autor hat seitdem nichts mehr veröffentlicht, arbeitet aber an einem neuen Buch.
Die Familie lebt auf einem abgelegenen Anwesen und Sommers fortan mit ihnen. Was JM Sinclair nicht weiß, ist, dass Sommers ein großer Bewunderer von ihm ist, seine Abschlussarbeit in Oxford über ihn geschrieben hat und er auch Gegenstand seiner Dissertation ist. Hélène weiß dies, hat ihn aber trotzdem eingestellt. Nun kann er jedes noch so kleine Detail im Leben seines Idols aus nächster Nahe beobachten. Erst ist der herrschsüchtige Sinclair dem jungen Mann gegenüber herablassend. Da Sommer jedoch belesen ist, über ein fotografisches Gedächtnis verfügt und sich mit Computern auskennt, erweist er sich bei seinen häufigen Problemen mit technischen Geräten als äußerst nützlich.
Als Sinclair ihm seinen noch unveröffentlichten, neuen Roman Rose Tree zum Gegenlesen anvertraut, bittet ihn Sommers im Gegenzug ein Auge auf seinen eigenen Roman Tower 24 zu werfen. Sommers kritisiert das neuste Werk seines Idols wegen seines im Vergleich zum Hauptteil des Buches schwachen Schlusskapitels. Sinclair erträgt die Kritik des jungen Mannes nicht und spricht vernichtende Worte über Tower 24. 
Als Sommers im Haus einen mysteriösen Raum entdeckt, der seit Felix‘ Tod verschlossen ist, entwickelt er einen Plan, um sich an Sinclair zu rächen.

## Produktion

### Filmstab, Besetzung und Synchronisation
Regie führte die Britin Alice Troughton. Zuvor war sie als Regisseurin bei Fernsehserien wie Doctors, EastEnders und Merlin – Die neuen Abenteuer tätig. The Lesson ist ihr Regiedebüt bei einem Spielfilm. Das Drehbuch schrieb Alex MacKeith. Es handelt sich um seinen ersten Spielfilm in dieser Funktion.
Der Ire Daryl McCormack, bekannt für die Titelrolle in Sophie Hydes Tragikomödie Meine Stunden mit Leo, spielt den angehenden Schriftsteller Liam Sommers, der Brite Richard E. Grant sein Idol JM Sinclair und Julie Delpy dessen Frau Hélène. In weiteren Rollen sind der schottische Nachwuchsschauspieler Stephen McMillan, bekannt aus einer Nebenrolle in Philip Barantinis Thriller Yes, Chef!, als ihr Sohn Bertie und Crispin Letts als der Butler Ellis zu sehen.
Die deutsche Synchronisation entstand nach einem Dialogbuch von Felix Strüven und der Dialogregie von Marion von Stengel im Auftrag der Loft Tonstudios GmbH in Hamburg. Alexandra Wilcke leiht in der deutschen Fassung Delpy in der Rolle von Hélène Sinclair ihre Stimme und Frank Röth Grant seine in der Rolle ihres Ehemanns.

### Filmförderung und Dreharbeiten
The Lesson erhielt vom Deutschen Filmförderfonds eine Produktionsförderung in Höhe von 440.000 Euro und von der MOIN Filmförderung Hamburg Schleswig-Holstein in Höhe von 500.000 Euro.
Die Dreharbeiten fanden von Mitte Juni bis Mitte Juli 2022 in Hamburg statt. Aufnahmen entstanden auch im Billeweg in Wentorf bei Hamburg. Das Hauptquartier der Maskenbildner und die Produktionsbüros befanden sich am Museum Rade in Reinbek. Als Kamerafrau fungierte Anna Patarakina. Der Arbeitstitel war The Tutor. Das Szenenbild wurde von dem Briten Seth Turner gestaltet. Das Kostümbild wurde von Sabine Böbbis gestaltet.

### Filmmusik, Marketing und Veröffentlichung
Die Filmmusik komponierte die Britin Isobel Waller-Bridge.
Die Premiere von The Lesson erfolgte am 11. Juni 2023 beim Tribeca Film Festival, wo der Film in der Sektion Spotlight Narrative gezeigt wird. Wenige Tage zuvor wurde der erste Trailer vorgestellt. Ebenfalls im Juni 2023 wird er beim Provincetown International Film Festival, beim Sydney Film Festival und beim Nantucket Film Festival vorgestellt. Am 7. Juli 2023 brachte Bleecker Street den Film in den USA in die Kinos. Ende September, Anfang Oktober 2023 wird er beim Filmfest Hamburg vorgestellt. Der Kinostart in Deutschland erfolgte am 26. Oktober 2023.

## Rezeption

### Kritiken
Von den bei Rotten Tomatoes aufgeführten Kritiken sind 76 Prozent positiv. Auf Metacritic erhielt der Film einen Metascore von 62 von 100 möglichen Punkten.

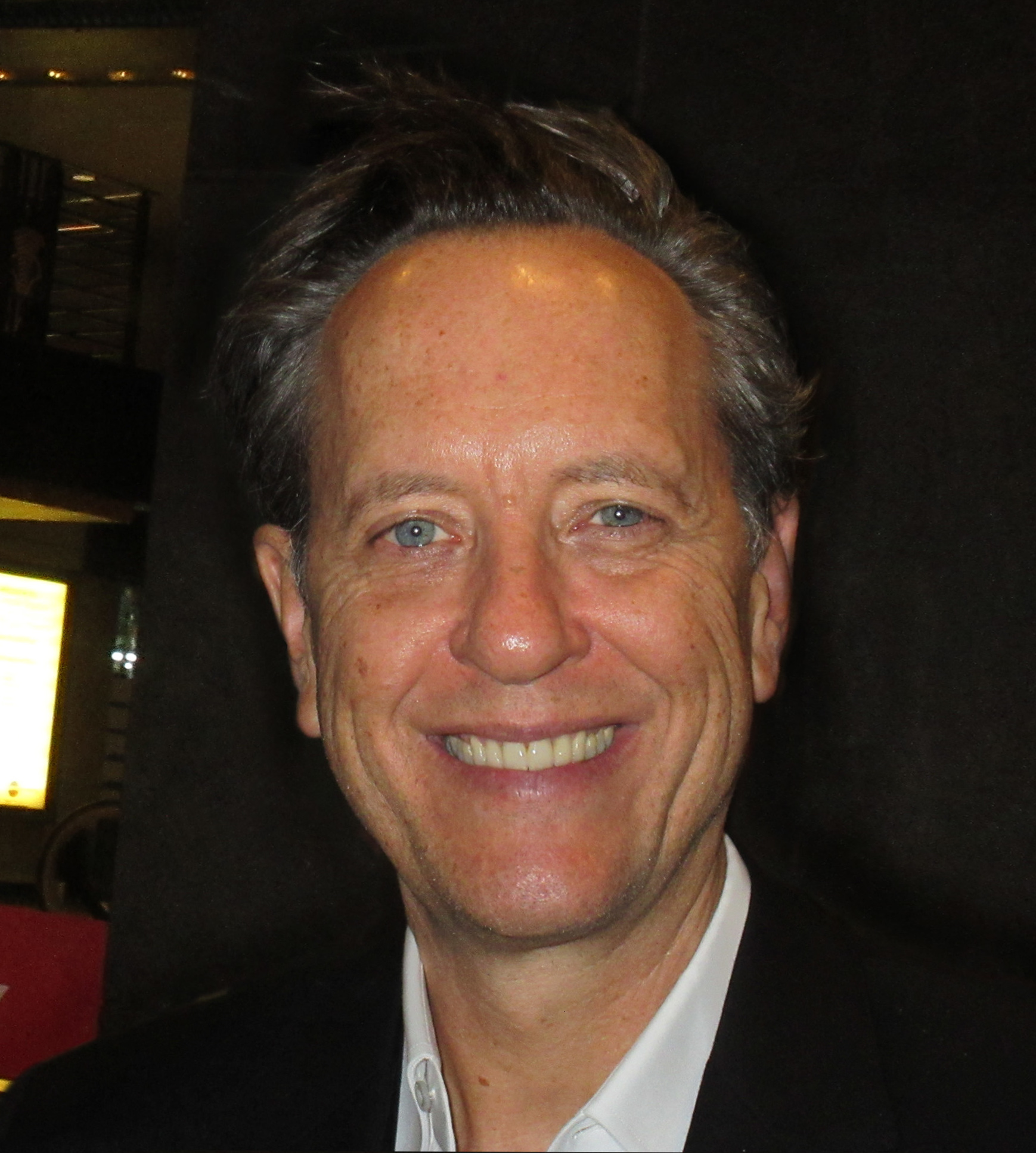
Richard E. Grant spielt den Erfolgsautor JM Sinclair

Alexandra Heller-Nicholas von der Alliance of Women Film Journalists schreibt, die fesselnde Geschichte, die Alice Troughton in ihrem Spielfilmdebüt erzählt, ziehe einen von Anfang an in ihren Bann und halte die Spannung über den ganzen Film hinweg aufrecht. Wie auch das Drehbuch des Dramatikers Alex MacKeith sei ihre Arbeit Können auf höchstem Niveau. Richard E. Grant und Julie Delpy hätten sichtlich Freude daran, die Exzentrik ihrer jeweiligen Charaktere hervorzuheben, doch der vergleichsweise zurückhaltende Daryl McCormack stehle ihnen in der Rolle von Liam die Show.
Damon Wise von deadline.com schreibt, auch wenn McCormack den „Helden“ des Films mit subtilen Anklängen an Tom Ripley spiele, sei es Grant, der in The Lesson als launenhafter, narzisstischer britischer Autor zur Höchstform auflaufe. Er spiele den herrschsüchtigen Patriarchen JM Sinclair als einen hinter seiner Fassade im Grunde traurigen und leeren Mann, der alles verloren hat, was er liebte, und dies auch wisse.
Der Filmjournalist Dieter Oßwald ist auf Programmkino.de von der Spannung des Krimis angetan: Doch hier ist nichts so, wie es scheint. Immer neue Puzzle-Stücke sorgen für smarte Suspense in diesem raffinierten Kammerspiel-Thriller. Very british - und gedreht in Hamburg!

### Auszeichnungen
BAFTA Scotland Awards 2024
- Nominierung als Bester Filmschauspieler (Stephen McMillan)[20]

Saturn-Award-Verleihung 2024
- Nominierung als Bester Thriller